# Nishi-ku (Fukuoka)
Nishi-ku (西区?) è uno dei sette quartieri amministrativi della città di Fukuoka, in Giappone.